# Lorenzbülbül
Der Lorenzbülbül (Phyllastrephus lorenzi) ist eine Vogelart aus der Familie der Bülbüls (Pycnonotidae).
Die Art wurde als Unterart (Ssp.) des Zeisigbülbüls (Phyllastrephus icterinus) angesehen und als Phyllastrephus icterinus lorenzi bezeichnet. Beide kommen im gleichen Lebensraum vor, weisen jedoch molekulargenetische Unterschiede auf.
Der Vogel ist endemisch in der Demokratischen Republik Kongo und unmittelbar benachbart in Uganda.
Der Lebensraum umfasst Primärwald von 600 bis 1580 m Höhe.
Der Artzusatz bezieht sich auf Ludwig von Lorenz-Liburnau.
Dieser Vogel ist ein Standvogel.

## Merkmale
Der Vogel ist 15–17 cm groß und wiegt etwa 19 g, ein kleiner Bülbül mit charakteristischer schwarzer Kopfkappe. Zügel und Ohrdecken sind matt olivfarben, die Ohrdecken zeigen eine angedeutete dunklere Strichelung, dazu kommt ein schmaler olivfarbener Augenring und ein angedeuteter schmutzig-gelblicher Überaugenstreif und rotbrauner Nackenfleck. Die Stirn ist olivbraun, die Kopfoberseite gefleckt schwarz und oliv, am Scheitel am schwärzesten, nicht immer deutlich als Kopfkappe abgegrenzt. Die Oberseite ist dunkel olivbraun, die Oberschwanzdecken sind etwas rotbrauner, der Schwanz dunkel rötlich-braun. Die Flügel sind schwärzlich-braun mit hell grünlich-braunen Rändern außen an den Handschwingen. Die Kehle ist oliv-gelb, die Unterseite schmutzig gelblich-oliv-grün, in der Mitte blasser, an Brust und Flanken grünlich überhaucht. Die Unterschwanzdecken sind bräunlich-gelb. Die Iris ist dunkelbraun, der Schnabel schwärzlich-braun, der Unterschnabel, die Schneidkanten und die Spitze sind blasser. Die Beine sind grau, gräulich-braun oder schwärzlich. Die Geschlechter unterscheiden sich nicht, Weibchen sind im Mittel etwas kleiner. Bei Jungvögeln ist die schwarze Kappe noch kaum ausgebildet.
Vom Zeisigbülbül unterscheidet die Art sich durch die insgesamt dunklere Färbung und die schwarze Kopfkappe.
Die Art ist monotypisch.

## Stimme
Die Lautäußerungen sind nicht beschrieben.

## Lebensweise
Die Nahrung besteht wahrscheinlich aus Insekten, die in kleinen Gruppen in unteren und mittleren Waldetagen, auch in gemischten Jagdgemeinschaften gesucht werden.
Die Brutzeit liegt wohl im Januar, zwischen März und Mai sowie im August.

## Gefährdungssituation
Der Bestand gilt als „nicht gefährdet“ (Least Concern).